# Victor Young
Victor Young (* 8. August 1900 in Chicago, Illinois; † 10. November 1956 in Palm Springs, Kalifornien) war ein US-amerikanischer Violinist, Komponist und Bandleader, der vor allem durch seine Komposition zahlreicher Filmmusiken bekannt geworden ist, aber auch durch Jazz-Standards wie (I Don't Stand) a Ghost of a Chance (With You), Stella by Starlight und Street of Dreams.

## Leben
Bereits mit 10 Jahren kam der musikalisch hochbegabte Victor Young nach Europa, wo er am Warschauer Konservatorium bei Isidor Lotto Violine studierte und als Geiger an mehreren internationalen Tourneen der Warschauer Philharmoniker teilnahm.
Zurück in den USA, arbeitete Young als Konzertmeister für verschiedene Klassikorchester, bevor er sich als Geiger und Arrangeur der Big Band von Ted Fiorito anschloss und sich fortan verstärkt der Unterhaltungsmusik widmete. In den 1920er und frühen 1930er Jahren arbeitete Young für zahlreiche Radiosender in seiner Heimatstadt Chicago und in New York, unter anderem als Orchesterleiter für Al Jolson.
Mitte der 1930er Jahre übersiedelte Young nach Kalifornien, wo er sein eigenes Orchester gründete und damit zahlreiche Vokalisten bei ihren Studioaufnahmen begleitete, so etwa Bing Crosby bei vielen seiner Einspielungen für Decca Records. 1938 begleitete er mit seinem Orchester unter anderem Judy Garland bei ihrer Erstaufnahme des Evergreens Over the Rainbow.
Als Liedkomponist hatte Young 1932 einen ersten großen Hit mit (I Don't Stand) A Ghost of a Chance (With You), den er zusammen mit Ned Washington und Bing Crosby geschrieben hatte und der rasch zum Jazz-Standard wurde. Im selben Jahr erschien das ähnlich erfolgreiche, mit Sam M. Lewis geschriebene Stück Street of Dreams. Zusammen mit Washington entstanden später weitere Hits wie Stella by Starlight (1944) für den Film Der unheimliche Gast (The Uninvited), Mad About You (1949) und My Foolish Heart (1949).
Außer mit Washington arbeitete Young auch erfolgreich mit anderen Textern zusammen, etwa mit Ray Evans und Jay Livingston für Golden Earrings (1946), Mona Lisa (1950) und mit Edward Heyman für When I Fall In Love (1952), einen Hit von Doris Day. Youngs Lieder wurden von vielen bekannten Künstlern aus Jazz und Pop interpretiert, darunter neben Crosby Nat King Cole, Ella Fitzgerald, Judy Garland, Billie Holiday, Harry James und Frank Sinatra, für dessen Fernsehshow Young und Washington 1950 das Stück You're the One (For Me) komponierten.
Ab 1935 arbeitete Young in Hollywood auch als Filmkomponist. Young wurde innerhalb weniger Jahre zu einem der erfolgreichsten Filmkomponisten und schrieb Kompositionen für die unterschiedlichsten Genres wie Western, Film noirs, Musicalfilmen und Melodramen. Bis 1956 entstanden über 350 Filmmusiken unter seiner Beteiligung, regelmäßig arbeitete Young dabei für die Studios Paramount Pictures und Columbia Pictures. Ab dem Western Union Pacific (1939) verfasste er regelmäßig die Filmmusik für die Produktionen des Star-Regisseurs Cecil B. DeMille, darunter Piraten im karibischen Meer (1942) und Samson und Delilah (1949). Auch für mehrere Filme von John Ford, darunter den Filmklassiker Der Sieger (1952), komponierte er die Musik. Eine seiner bekanntesten Filmmusiken schrieb Young für den Westernklassiker  Mein großer Freund Shane (1953) von George Stevens.
Seine Werke brachten ihm insgesamt 22 Oscar-Nominierungen ein; allein zwischen 1938 und 1943 wurde er fünfzehn Mal für einen Oscar nominiert, 1939 und 1940 sogar jeweils für vier Filme gleichzeitig. Gewinnen konnte er die Auszeichnung jedoch nur ein einziges Mal, für In 80 Tagen um die Welt; der Preis wurde ihm über vier Monate nach seinem Tod auf der Oscarverleihung 1957 postum verliehen. Mit einem Text von Ned Washington wurde ein Instrumentalthema aus diesem Film unter dem Titel Around The World durch Aufnahmen von Bing Crosby und Frank Sinatra (beide 1957) auch Youngs letzter Hit als Liedschreiber. In Deutschland war Around The World In 80 Days Youngs einziger Charterfolg, der Titel erreichte 1957 Platz 16 der Singles-Charts.
In den 1950er Jahren arbeitete Young gelegentlich auch als Komponist fürs Fernsehen; seine Titelmelodien für die Serien Medic und Light's Diamond Jubilee brachten ihm 1955/56 zwei Emmy-Nominierungen ein. Am 10. November 1956, noch vor der Uraufführung seiner letzten Filmarbeit Sturm über Persien, erlag er den Folgen einer tags zuvor erlittenen Hirnblutung.
Postum wurde Victor Young ein Stern auf dem Hollywood Walk of Fame (6363, Hollywood Boulevard) in der Kategorie Musikaufnahmen verliehen. Ferner wurde er 1970 in die Songwriters Hall of Fame aufgenommen.

## Bekannte Liedkompositionen (Auswahl)

### Mit Text von Ned Washington
- Any Time, Any Place, Anywhere (1933, mit Lee Wiley)
- Can’t We Talk It Over (1931)
- Got the South In My Soul (1932, mit Lee Wiley)
- A Hundred Years From Today (1933)
- (I Don’t Stand a) Ghost of a Chance (With You) (1932, mit Bing Crosby)
- Love Is the Thing
- A Love Like This
- Mad About You (1949)
- The Maverick Queen
- My Foolish Heart (1949)
- My Love
- Shadows on the Moon
- Stella by Starlight (1944)
- Sweet Madness
- Waltzing in a Dream (mit Bing Crosby)
- You’re the One (For Me) (1950)
- You’re Not In My Arms Tonight
- The High and the Mighty (1954)

### Weitere
- Around the World In Eighty Days (1956, Musik & Text)
- Beautiful Love (1930, mit Haven Gillespie)
- Blue Star (mit Edward Heyman)
- Golden Earrings (1946, mit Ray Evans und Jay Livingston)
- Lawd, You Made the Nights Too Long (Musik & Text)
- Love Letters (1945, mit Edward Heyman)
- Love Me (1934, Musik & Text)
- Love Me Tonight (Musik & Text)
- A Man With a Dream (mit Stella Unger)
- The Old Man n the Mountain (mit Billy Hill)
- The Rose and the Butterfly (mit Stella Unger)
- Sam, You Made the Pants Too Long (mit Sam M. Lewis)
- Street of Dreams (1932, mit Sam M. Lewis)
- Sweet Sue, Just You (1928, mit Will Harris)
- Too Late (mit Sam M. Lewis)
- A Weaver of Dreams (mit Jack Elliott)
- When I Fall In Love (1952, mit Edward Heyman)
- Written on the Wind (1956, mit Sammy Cahn)

## Filmografie (Auswahl)
- 1936: Ausgerechnet Weltmeister (The Milky Way)
- 1937: Swing High, Swing Low
- 1937: Mein Leben in Luxus (Easy Living)
- 1937: Für Sie, Madame … (Vogues of 1938)
- 1937: Kein Platz für Eltern (Make Way for Tomorrow)
- 1938: Army Girl
- 1938: Breaking the Ice
- 1938: Der gejagte Professor (Professor Beware)
- 1938: The Big Broadcast of 1938
- 1939: Golden Boy
- 1939: The Light That Failed
- 1939: Way Down South
- 1939: Gullivers Reisen (Gulliver’s Travels)
- 1939: Union Pacific
- 1939: Rache für Alamo (Man of Conquest)
- 1940: Die scharlachroten Reiter (North West Mounted Police)
- 1940: Arise, My Love
- 1940: Rhythm on the River
- 1940: Der Weg nach Singapur (Road to Singapore)
- 1940: Schwarzes Kommando (Dark Command)
- 1940: Arizona
- 1940: Mystery Sea Raider
- 1941: Aloma, die Tochter der Südsee (Aloma of the South Seas)
- 1941: Das goldene Tor (Hold Back the Dawn)
- 1941: Der Weg nach Sansibar (Road to Zanzibar)
- 1941: Eheposse (Skylark)
- 1941: I Wanted Wings
- 1941: Las Vegas Nights
- 1942: Piraten im karibischen Meer (Reap the Wild Wind)
- 1942: Unternehmen Tigersprung (Flying Tigers)
- 1942: Der gläserne Schlüssel (The Glass Key)
- 1942: Atemlos nach Florida (The Palm Beach Story)
- 1942: Mabok, der Schrecken des Dschungels (Beyond the Blue Horizon)
- 1942: Silver Queen
- 1942: Liebling, zum Diktat (Take a Letter, Darling)
- 1942: Der Weg nach Marokko (Road to Morocco)
- 1943: Riding High
- 1943: Geächtet (The Outlaw)
- 1943: Wem die Stunde schlägt (For Whom the Bell Tolls)
- 1943: Keine Zeit für Liebe (No Time For Love)
- 1944: Ministerium der Angst (Ministry of Fear)
- 1944: Der unheimliche Gast (The Uninvited)
- 1944: Heil dem siegreichen Helden (Hail the Conquering Hero)
- 1944: Dr. Wassells Flucht aus Java (The Story of Dr. Wassell)
- 1944: Der Pirat und die Dame (Frenchman's Creek)
- 1945: Liebesbriefe (Love Letters)
- 1945: Eine Lady mit Vergangenheit (Kitty)
- 1945: A Medal for Benny
- 1946: Die blaue Dahlie (The Blue Dahlia)
- 1946: Mutterherz (To Each His Own)
- 1946: In Ketten um Kap Horn (Two Years Before the Mast)
- 1947: Goldene Ohrringe (Golden Earrings)
- 1947: Die widerspenstige Gattin (Suddenly It’s Spring)
- 1947: Vierzehn Jahre Sing-Sing (I Walk Alone)
- 1947: Die Unbesiegten (Unconquered)
- 1947: California
- 1947: Kalkutta (Calcutta)
- 1948: Ich küsse Ihre Hand, Madame (The Emperor Waltz)
- 1948: Spiel mit dem Tode (The Big Clock)
- 1948: Die Nacht hat tausend Augen (Night Has a Thousand Eyes)
- 1948: Der beste Mann (State of the Union)
- 1948: Sein Engel mit den zwei Pistolen (The Paleface)
- 1949: Du warst unser Kamerad (Sands of Iwo Jima)
- 1949: Frau in Notwehr (The Accused)
- 1949: Angst vor der Schande (My Foolish Heart)
- 1949: Samson und Delilah (Samson and Delilah)
- 1949: Ritter Hank, der Schrecken der Tafelrunde (A Connecticut Yankee in King Arthur's Court)
- 1949: Die Todesreiter von Laredo (Streets of Laredo)
- 1949: Todesfalle von Chikago (Chicago Deadline)
- 1950: Rio Grande
- 1950: Gefährliche Leidenschaft (Gun Crazy)
- 1950: Liebesrausch auf Capri (September Affair)
- 1950: Rollschuh-Fieber (The Fireball)
- 1950: Zwischen zwei Frauen (Bright Leaf)
- 1950: Unser eigenes Ich (Our Very Own)
- 1950: Strafsache Thelma Jordon (The File on Thelma Jordon)
- 1950: Lach und wein mit mir (Riding High)
- 1950: Inspektor Goddard (Appointment with Danger)
- 1951: Die Ehrgeizige (Payment on Demand)
- 1951: Höllenreiter der Nacht (The Wild Blue Yonder)
- 1951: Bullfighter and the Lady
- 1951: Spione, Liebe und die Feuerwehr (My Favorite Spy)
- 1952: Scaramouche, der galante Marquis (Scaramouche)
- 1952: The Star
- 1952: Korea (One Minute to Zero)
- 1952: Der Sieger (The Quiet Man)
- 1952: Die größte Schau der Welt (The Greatest Show on Earth)
- 1952: Wofür das Leben sich lohnt (Something to Live For)
- 1952: Feuertaufe Invasion (Thunderbirds)
- 1952: Kampf um den Piratenschatz (Blackbeard the Pirate)
- 1953: Mein großer Freund Shane (Shane)
- 1953: Der Rebell von Java (Fair Wind to Java)
- 1953: Wem die Sonne lacht (The Sun Shines Bright)
- 1953: Unternehmen Panthersprung (Flight Nurse)
- 1953: Ein Lied, ein Kuß, ein Mädel (The Stars Are Singing)
- 1954: Ein Mädchen vom Lande (The Country Girl)
- 1954: Drei Münzen im Brunnen (Three Coins in the Fountain)
- 1954: Johnny Guitar – Wenn Frauen hassen (Johnny Guitar)
- 1954: Die Lachbombe (Knock on Wood)
- 1955: Die linke Hand Gottes (The Left Hand of God)
- 1956: Roter Staub (The Brave One)
- 1956: Der Eroberer (The Conqueror)
- 1956: In 80 Tagen um die Welt (Around the World in Eighty Days)
- 1956: Auch Helden können weinen (The Proud and Profane)
- 1957: Sturm über Persien (Omar Khayyam)
- 1957: Der Mann, der niemals lachte (The Buster Keaton Story)

## Auszeichnungen
Academy Awards (Oscars)
Preise
- 1956 Beste Filmmusik Drama/Komödie (In 80 Tagen um die Welt)

Nominierungen
- 1938 Beste Original-Filmmusik (Army Girl)
- 1938 Beste Original-Filmmusik (Breaking the Ice)
- 1939 Beste Original-Filmmusik (Golden Boy)
- 1939 Beste Original-Filmmusik (Gullivers Reisen)
- 1939 Beste Original-Filmmusik (Rache für Alamo)
- 1939 Beste bearbeitete Filmmusik (Way Down South)
- 1940 Beste Original-Filmmusik (Arizona)
- 1940 Beste Original-Filmmusik (Schwarzes Kommando)
- 1940 Beste Original-Filmmusik (Die scharlachroten Reiter)
- 1940 Beste bearbeitete Filmmusik (Arise, My Love)
- 1941 Beste Filmmusik Drama/Komödie (Das goldene Tor)
- 1942 Beste Filmmusik Drama/Komödie (Unternehmen Tigersprung) (Flying Tigers)
- 1942 Beste Filmmusik Drama/Komödie (Silver Queen)
- 1943 Beste Filmmusik Drama/Komödie (Liebling, zum Diktat)
- 1943 Beste Filmmusik Drama/Komödie (Wem die Stunde schlägt)
- 1945 Beste Filmmusik Drama/Komödie (Love Letters)
- 1945 Bester Filmsong (Love Letters aus dem gleichnamigen Film; zusammen mit Edward Heyman)
- 1948 Beste Filmmusik Musikfilm (The Emperor Waltz)
- 1949 Bester Filmsong (My Foolish Heart aus dem gleichnamigen Film; zusammen mit Ned Washington)
- 1950 Beste Filmmusik Drama/Komödie (Samson und Delilah)
- 1956 Bester Filmsong (Written on the Wind aus In den Wind geschrieben, zusammen mit Sammy Cahn)

Golden Globe Awards
Preis
- 1952 Beste Filmmusik (Liebesrausch auf Capri)

Nominierung
- 1953 Beste Filmmusik (Der Sieger)

Emmy Awards
Nominierungen
- 1955 Beste Fernseh-Originalmusik (Titelthema der Serie Medic)
- 1956 Beste Fernseh-Originalmusik (Light's Diamond Jubilee)